# Корабель-музей

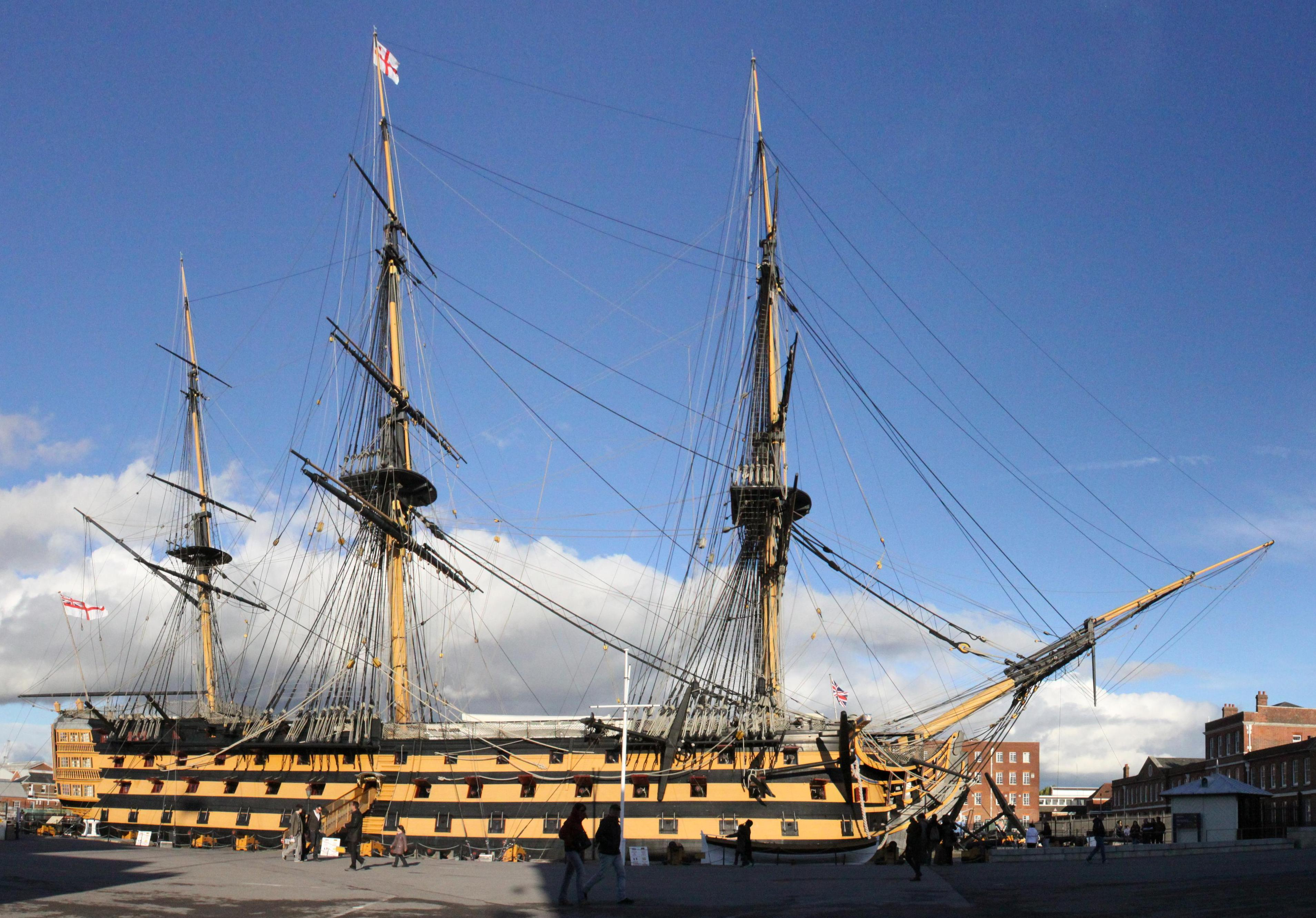
Один з найвідоміших кораблів-музеїв британський вітрильний лінійний корабель «Вікторі») в Портсмуті

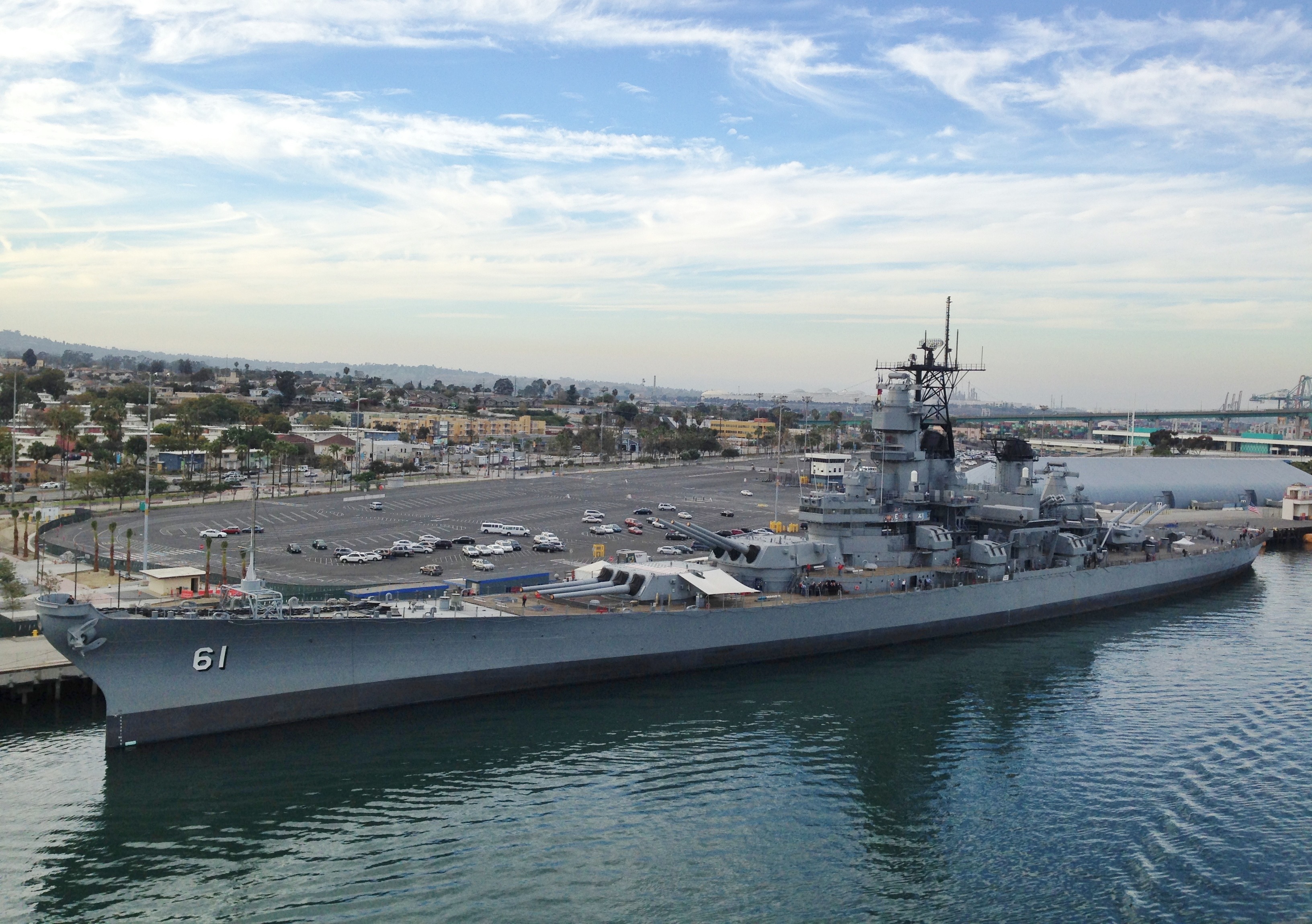
Американський лінійний корабель «Айова» в Лос-Анжелесі. 22 лютого 2014

Корабель-музей — спеціально перебудований або переоснащений корабель (судно), на якому розміщена музейна експозиція, присвячена історії корабля, екіпажу, подіям, в яких брало участь судно (корабель), об'єкт морської спадщини.
Зазвичай такий корабель відкритий для громадськості в освітніх або меморіальних цілях. Деякі з них також використовуються в навчальних або інших цілях, зазвичай це ті кораблі, які зберегли здатність і можливість рухатися.
У всьому світі існує кілька сотень музейних кораблів та суден. Багато, якщо не більшість, музейних кораблів пов'язані з відповідним морським музеєм.

## Галерея

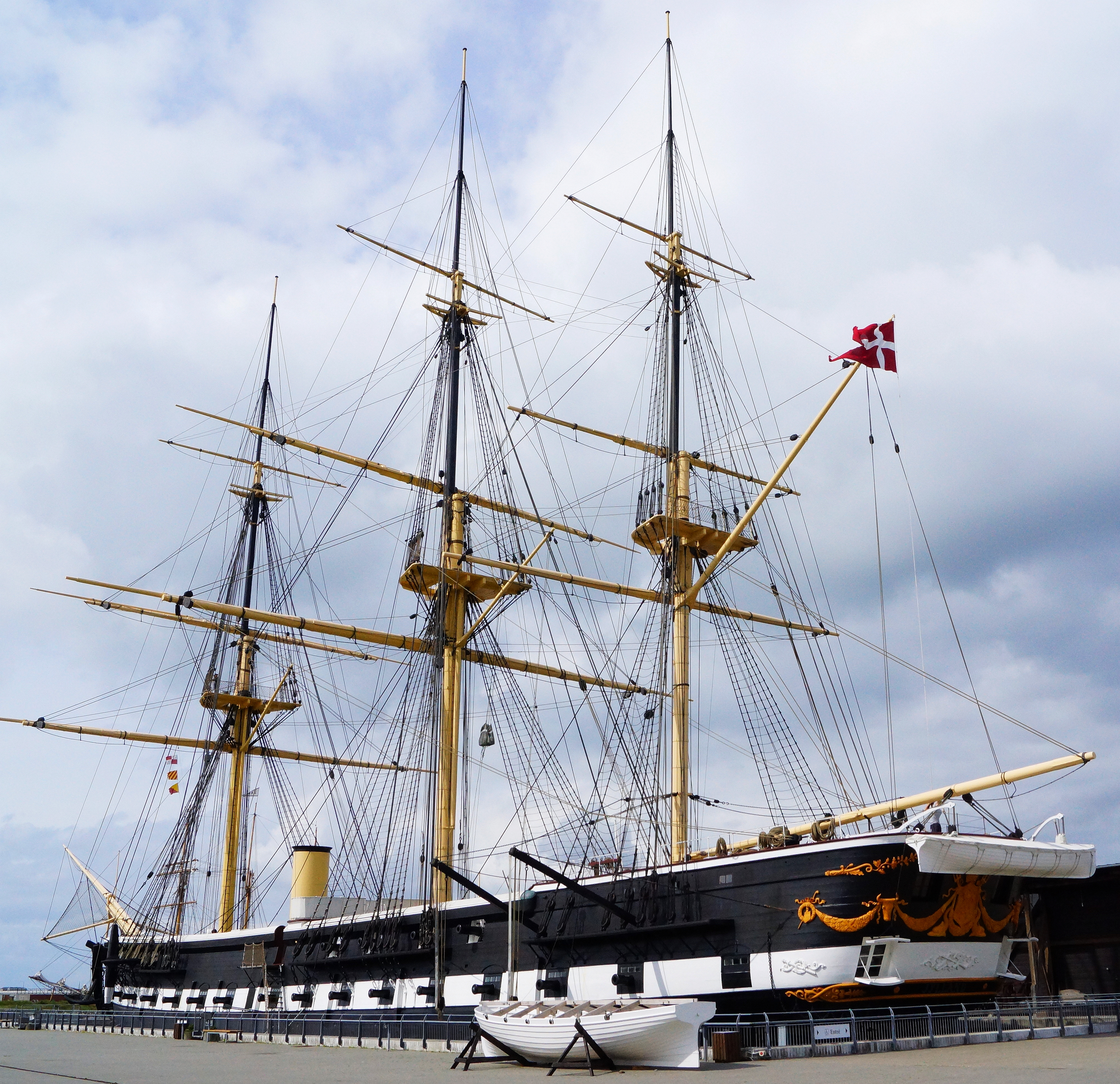
Данський корабель-музей «Юлланд» — єдиний у світі вцілілий дерев'яний фрегат.
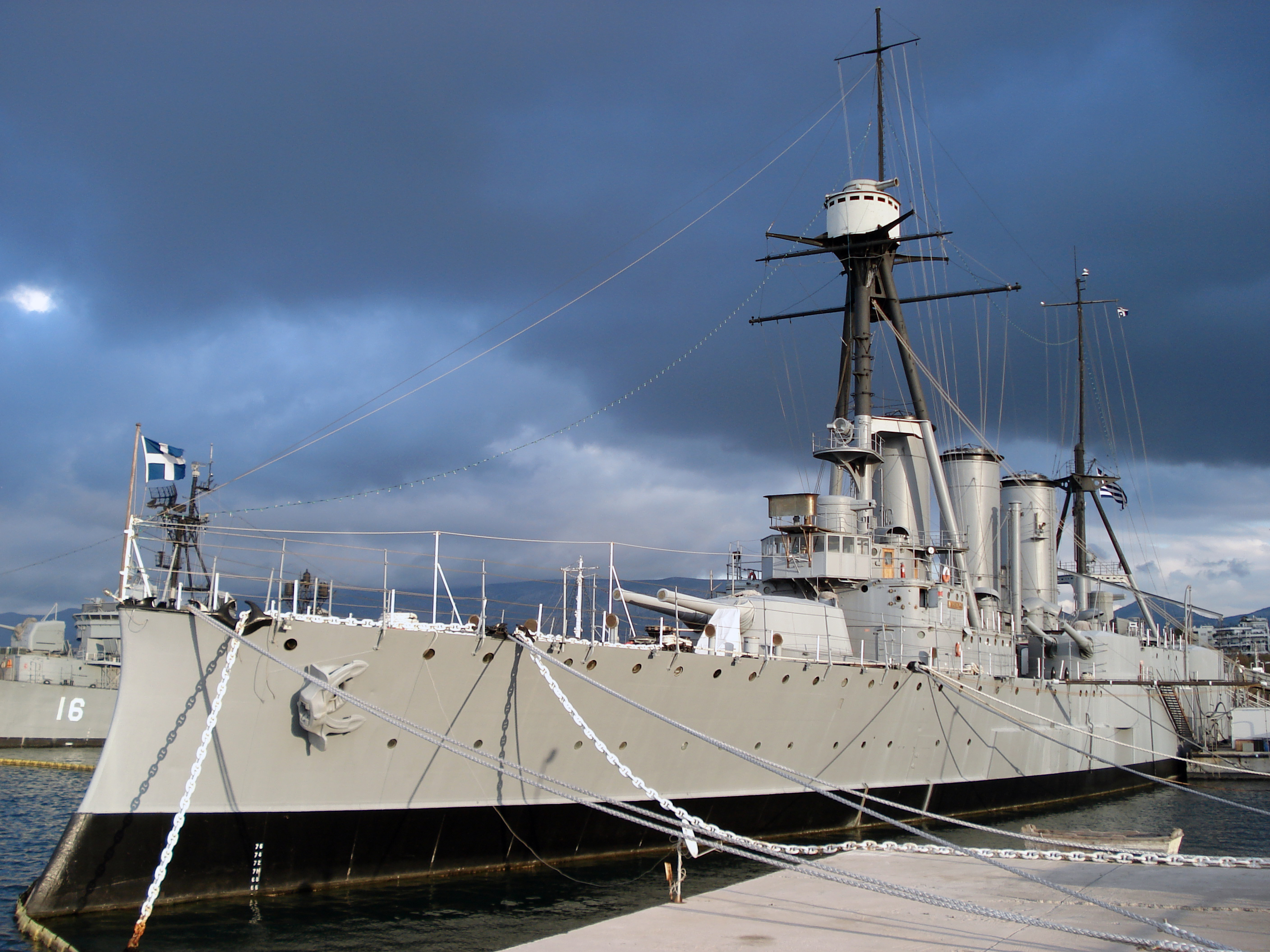
Грецький корабель-музей «Георгіос Авероф» — єдиний у світі вцілілий панцерний крейсер.
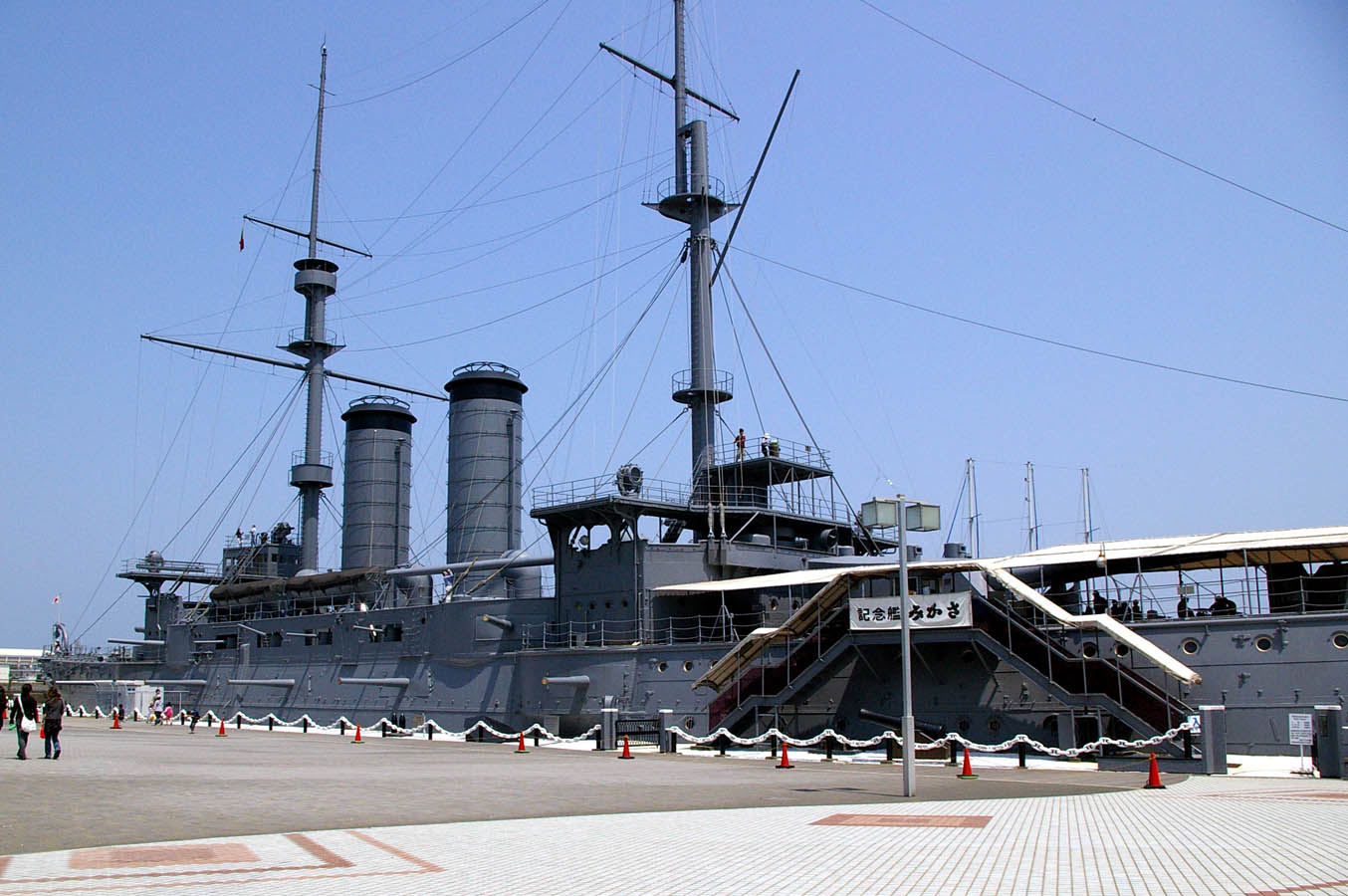
Японський корабель-музей «Мікаса» — єдиний у світі вцілілий додредноут.
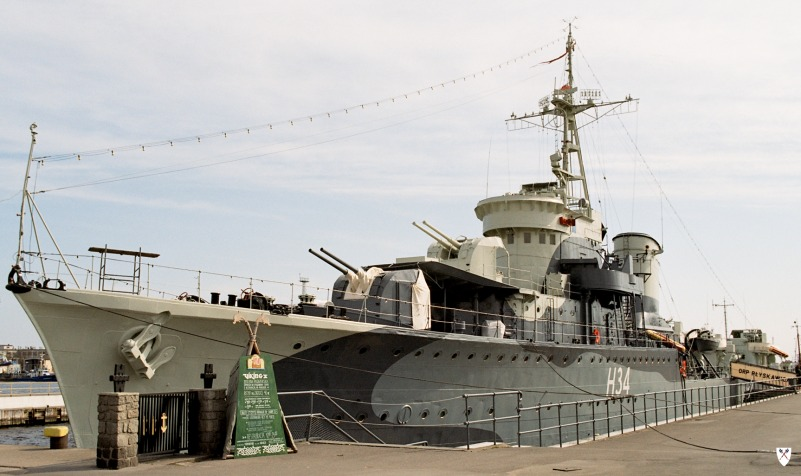
Польський есмінець «Блискавиця» — корабель-музей у Гдині.
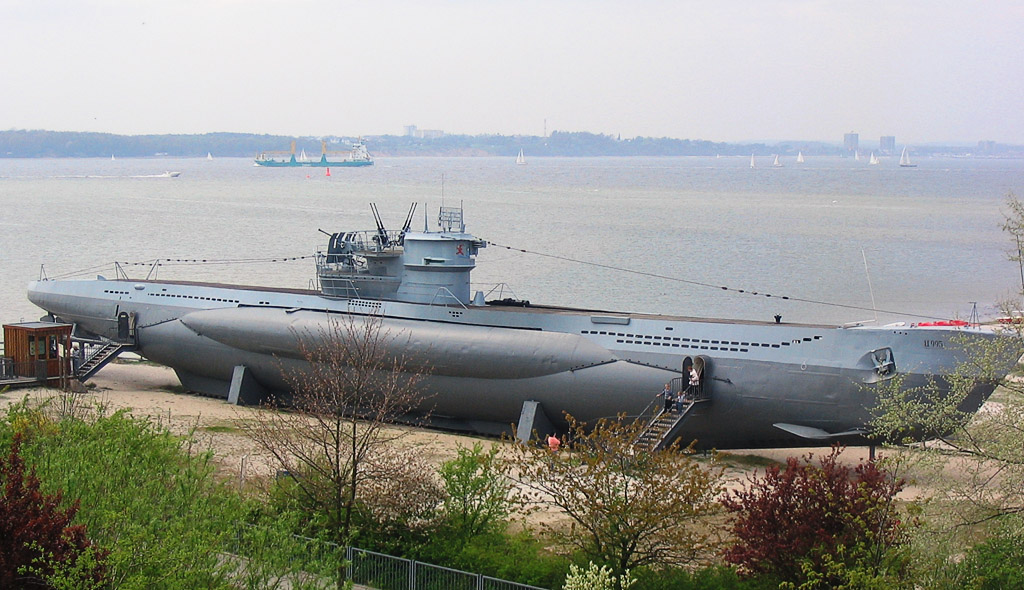
Німецький підводний човен часів Другої світової війни U-995.
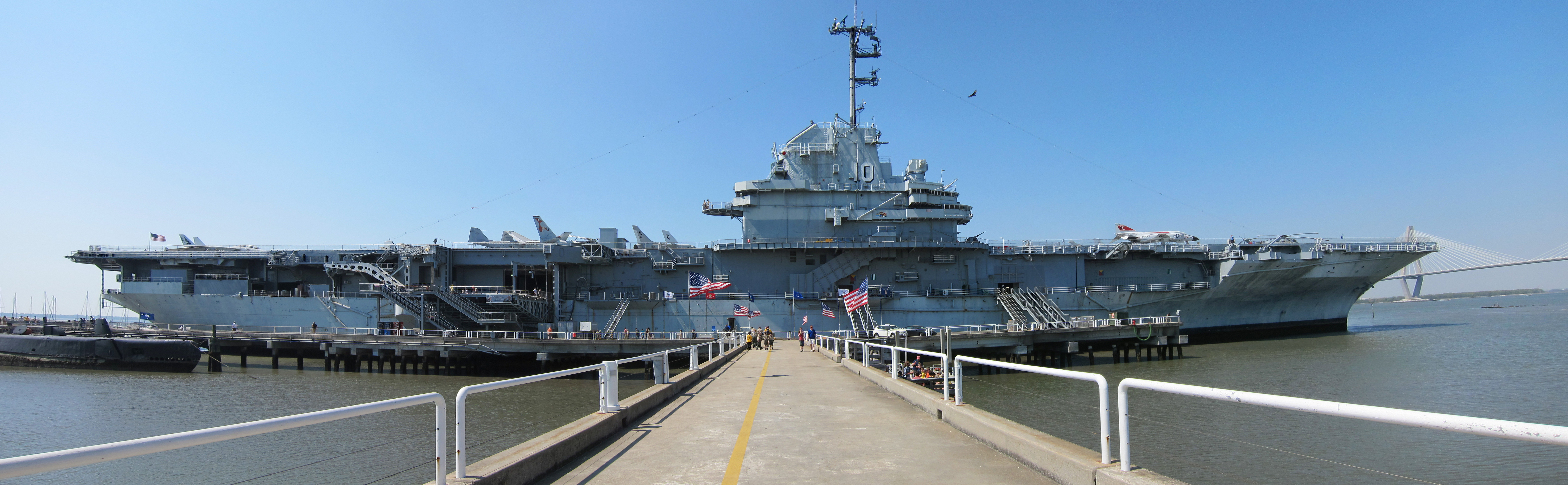
Американський корабель-музей «Йорктаун» — перший у світі авіаносець, що став музеєм.